# أندراس الأول
أندراس الأول الأبيض أو الكاثوليكي (المجرية: I. Fehér أو Katolikus András/Endre؛ ق.1015 - قبل 6 ديسمبر 1060)؛ كان ملك المجر منذ 1046 حتى 1060، ينحدر من فرع أصغر من سلالة أرباد، وبعد أن أمضى خمسة عشر عامًا في المنفى، اعتلى العرش بعد ثورة واسعة النطاق قام بها المجريون الوثنيون، ولكنه عزز مكانة الكاثوليكية في مملكة المجر ودافع بنجاح عن استقلالها ضد الإمبراطورية الرومانية المقدسة.
أدت جهوده لضمان خلافة ابنه سليمان إلى تمرد أخيه بيلا، وخلعه بالقوة عام 1060، وأصيب أندراس بجروح خطيرة أثناء القتال وتوفي قبل أن يتوج شقيقه ملكًا.